# مارک رایدل
مارک رایدل (انگلیسی: Mark Rydell؛ زادهٔ ۲۳ مارس ۱۹۲۸) هنرپیشه و کارگردان اهل ایالات متحده آمریکا است. از فیلم‌هایی که وی در آن نقش داشته است، می‌توان به پایان هالیوودی، خداحافظی طولانی، برای پسران، آزادی سیندرلا، روی گلدن پاند، رودخانه، رز، تقاطع، پانچ‌لاین و دود اسلحه اشاره کرد.